# Onusemu Neemia
Onusemu Neemia (17 maart 1981) is een Tuvaluaans voetballer die uitkomt voor Nauti.
Onusemu deed in 2007 mee met het Tuvaluaans voetbalelftal op de Pacific Games 2007, maar tot een wedstrijd kwam het niet. In 2008 deed hij met het Tuvaluaans zaalvoetbalteam bij de Oceanian Futsal Championship 2008 mee.